# Abbas Damiano Di Palma
Scheich Abbas Damiano Di Palma (* 1980 in Florenz, Italien) ist ein zwölferschiitischer Geistlicher und eine italienische Persönlichkeit des Islam. Er ist der erste italienische Hodschatoleslam (wörtlich: „Beweis des Islam“). Er ist der Präsident der islamischen Gesellschaft Imam Mahdi (Associazione Islamica „Imam Mahdi“) seit deren Gründung im Jahr 2005.
Er nahm den Islam im Alter von 18 Jahren an. Seine Ausbildung absolvierte er in den theologischen Zentren London, Damaskus und Qom.

## Schriften (Auswahl)
- Esegesi della sura Ya Sin. San Demetrio Corone: Irfan 2011
- La gnosi islamica. San Demetrio Corone: Irfan 2013